# 上海金山城市沙滩

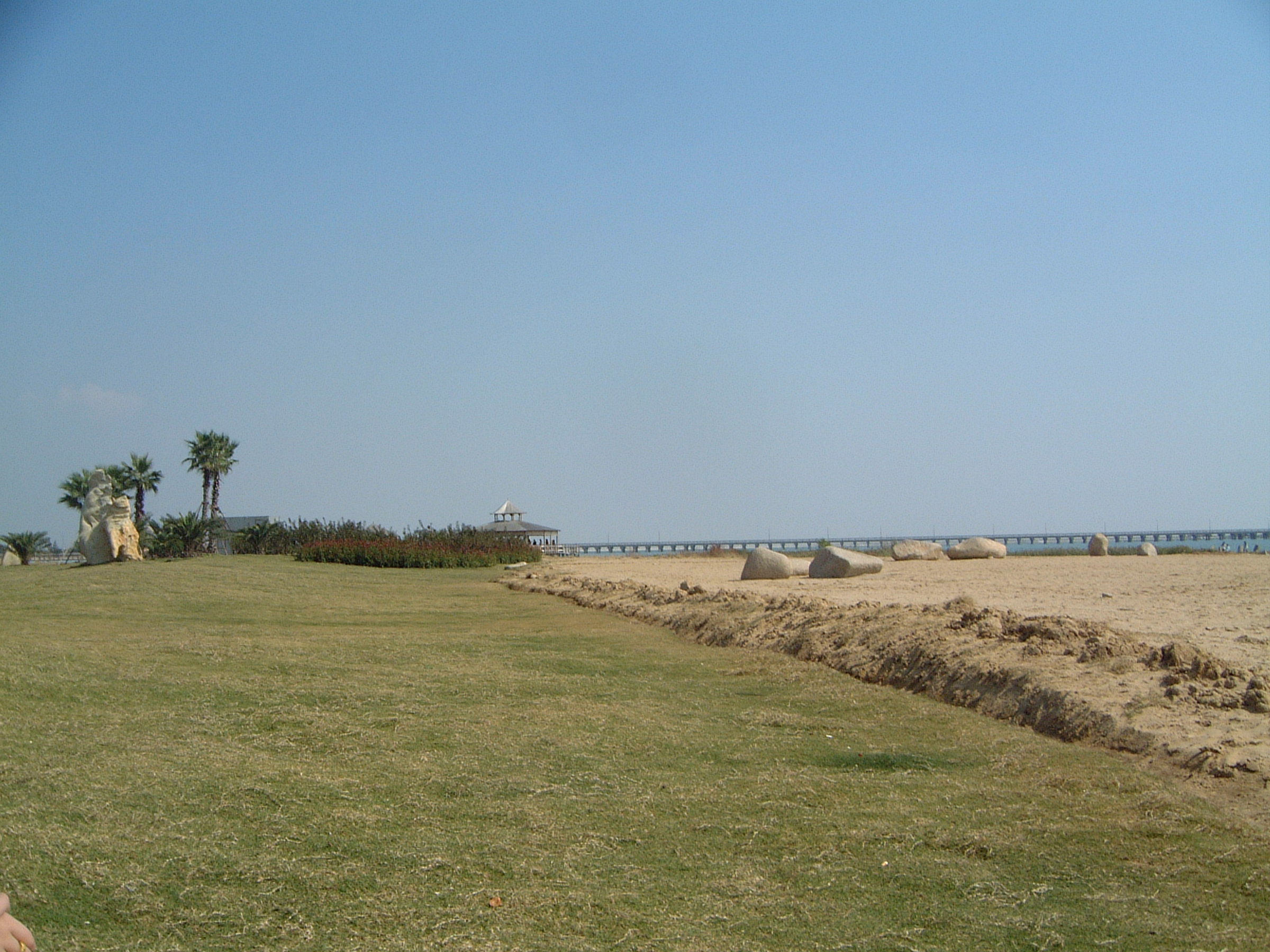
金山城市沙滩

上海金山城市沙滩地处上海市金山区南部，濒临杭州湾，是一个拥有人造沙滩的水上乐园，为国家4A级旅游景区。金山城市沙滩拥有人工沙滩21200平方米。